# Mistrzostwa Galicji w piłce nożnej

## Baraże o I klasę
Od kwietnia do października 1912 Związek Polski Piłki Nożnej przeprowadził rozgrywki pod nazwą "zapasy kwalifikacyjne o I klasę". Zmagania te – mające formę eliminacji przed pierwszym mistrzowskim sezonem – zostały przerwane i niedokończone.

## I klasa
W maju 1913 udało się rozegrać inauguracyjne spotkania "1. Mistrzostw Galicji w piłce nożnej klasy I", w których rywalizowały trzy najlepsze wówczas polskie kluby piłkarskie w Galicji (tj. Cracovia, Pogoń Lwów oraz Wisła Kraków). W pierwszych rozgrywkach nie wystąpiła czwarta najlepsza drużyna Czarni Lwów zawieszona za rozgrywanie meczów z drużynami związku konkurencyjnego do FIFA.
- 1913: tytuł mistrza Galicji zdobyła Cracovia, drugie miejsce Wisła Kraków trzecie Pogoń Lwów

- 1914: z powodu wybuchu I wojny światowej rozgrywek nie dokończono, w momencie ich przerwania prowadziła Cracovia przed Czarnymi Lwów, Pogonią Lwów i Wisłą Kraków

## II klasa
Równocześnie ze zmaganiami klasy I prowadzono rozgrywki w klasie II. Według niektórych opracowań wystąpiło w nich 20 drugoklasowych polskich klubów piłkarskich zaboru austriackiego (m.in. Cracovia II, Lechia Lwów, Hasmonea Lwów, Jutrzenka Kraków, Makkabi Kraków, Polonia Kraków, RKS Kraków, Resovia Rzeszów, Tarnovia Tarnów, Polonia Przemyśl, Sandecja Nowy Sącz, Sparta Kraków, Wisłoka Dębica i Rewera Stanisławów. Jednak znane tabele nie potwierdzają tych informacji – w rozgrywkach wystąpiło 10 drużyn.